# Harry-DeWolf-Klasse
Die Harry-DeWolf-Klasse ist eine Klasse von Patrouillenschiffen für arktische Gewässer der kanadischen Marine, die auf der Svalbard der norwegischen Küstenwache basiert. Im Rahmen des „Arctic And Offshore Patrol Ships Projects“ ist die Beschaffung von sechs Schiffen geplant. Zwei weitere, modifizierte, Schiffe dieser Klasse wird die Kanadische Küstenwache erhalten. Der Bau des ersten Schiffes HMCS Harry DeWolf begann im September 2015. Die Indienststellung war ursprünglich für 2018 geplant, verzögerte sich jedoch. Nach Übergabe der ersten Einheit wurde diese im Juni 2021 offiziell in Dienst gestellt.

## Schiffe
| Kennung  | Name                     | Kiellegung       | Stapellauf         | Indienststellung | Status        |
| -------- | ------------------------ | ---------------- | ------------------ | ---------------- | ------------- |
| AOPV 430 | HMCS Harry DeWolf        | 11. März 2016    | 15. September 2018 | 26. Juni 2021    | aktiv         |
| AOPV 431 | HMCS Margaret Brooke     | 29. Mai 2017     | 10. November 2019  | 28. Oktober 2022 | aktiv         |
| AOPV 432 | HMCS Max Bernays         | 5. Dezember 2018 | 23. Oktober 2021   | 3. Mai 2024      | aktiv         |
| AOPV 433 | HMCS William Hall        | 17. Februar 2021 | 27. November 2022  | 16. Mai 2024     | aktiv         |
| AOPV 434 | HMCS Frédérick Rolette   | 29. Juni 2022    | 9. Dezember 2023   | 13. Juni 2025    | aktiv         |
| AOPV 435 | HMCS Robert Hampton Gray | 18. August 2022  | 9. Dezember 2024   |                  | in Ausrüstung |